# الظهر الاسفل (قفل شمر)

تعديل مصدري - تعديل

الظهر الاسفل هي إحدى قرى عزلة بني جل بمديرية قفل شمر التابعة لمحافظة حجة، بلغ تعداد سكانها 730 نسمة حسب تعداد اليمن لعام 2004.